# Eskerchan Madiew
Eskerchan Madiew (gruz. ესკერხან მადიევი; ur. 12 lutego 1998 w Aczchoj-Martanie) – gruziński bokser, medalista mistrzostw Europy w kategorii młodzieżowców i U-22, olimpijczyk z Tokio.

## Przebieg kariery
W 2013 roku wystąpił na mistrzostwach świata juniorów, gdzie w fazie 1/32 finału przegrał z ukraińskim bokserem Arturem Prygodą. Dwa lata później został uczestnikiem młodzieżowych mistrzostw Europy rozgrywanych w Kołobrzegu – tam dotarł do półfinału, w tej fazie przegrał 0:3 z Rosjaninem Konstantinem Miszeczkinem. W 2016 wywalczył złoty medal młodzieżowych mistrzostw Europy, w finale pokonał on Rosjanina Dmitrija Krużkowa wynikiem 2:1, jak również brał udział w młodzieżowych mistrzostwach świata w Petersburgu (gdzie odpadł w 1/8 finału).
W marcu 2017 wystąpił na mistrzostwach Europy do lat 22 rozgrywanych w rumuńskiej Braili – na nich awansował do finału, w którym pokonał wynikiem 5:0 Rosjanina Władisława Sawostjanowa i zdobył złoty medal. Uczestniczył też w igrzyskach europejskich, na których swój występ zakończył w trzeciej rundzie, przegrywając 0:5 ze srebrnym medalistą zmagań Charitonem Agrbą. W 2021 reprezentował swój kraj na letnich igrzyskach olimpijskich, w ich ramach udało mu się awansować do fazy ćwierćfinałowej, gdzie wynikiem 0:5 przegrał z reprezentantem Rosyjskiego Komitetu Olimpijskiego i późniejszym brązowym medalistą z tych samych igrzysk Andriejem Zamkowojem. Gruzin był również ćwierćfinalistą mistrzostw Europy w Erywaniu, przegrał wówczas wynikiem 1:4 walkę z reprezentantem Niemiec Magomedem Schachidovem.